# Dolichoderus quadridenticulatus
Dolichoderus quadridenticulatus är en myrart som först beskrevs av Julius Roger 1862.  Dolichoderus quadridenticulatus ingår i släktet Dolichoderus och familjen myror. Inga underarter finns listade i Catalogue of Life.